# Aspen Pharmacare
Aspen Pharmacare ou Aspen Pharma é uma empresa sul-africana de farmacêuticos, e a maior companhia de medicamentos da África.

## História

### Atividade nos estudos de HIV/AIDS e relacionados
Após disputas e problemas judiciais envolvendo algumas empresas concorrentes à Aspen, a empresa conseguiu as licenças necessárias para a criação de antirretrovirais que seriam utilizados na África subsariana. Na época a empresa já era campeã de vendas na região africana. As licenças possibilitaram um grande avanço à saúde de pessoas portadoras de HIV/AIDS na África.

### Problemas de preço
A Aspen foi criticada e multada — multa que resultou em uma dívida de $5,5 milhões — pela Itália por aumentar o preço dos medicamentos genéricos que vendia. Foi acusada das mesmas práticas em outros países, incluindo a Nova Zelândia, Reino Unido, Austrália, França e Brasil. Na França, 3 pessoas morreram ao usarem a droga ciclofosfamida (uma droga alternativa ao melfalan, da Aspen); uma investigação está em andamento para averiguar o caso.
Em maio de 2017, a Comissão Europeia anunciou que abriria uma investigação sobre as práticas de preços da Aspen.